# Morava-Slezsko
Vùng Morava-Slezsko hay Moravia–Silesia (tiếng Séc: Moravskoslezský kraj) là một vùng của Cộng hòa Séc. Vùng này có dân số là 1.260.503 người (thời điểm tháng 3 năm 2011), diện tích là 5445 km². Thủ phủ vùng đóng tại thành phố Ostrava. Trước tháng 5 năm 2001 vùng có tên là Ostrava giống như tên thủ phủ của nó. Điểm cao có độ cao 1.491 mét (4.892 ft)

## Thành phố và thị xã
- Bílovec
- Bohumín
- Bruntál
- Český Těšín
- Frenštát pod Radhoštěm
- Frýdek-Místek
- Frýdlant nad Ostravicí
- Havířov
- Hlučín
- Jablunkov
- Karviná
- Kopřivnice
- Kravaře
- Krnov
- Nový Jičín
- Odry
- Opava
- Orlová
- Ostrava
- Rýmařov
- Třinec
- Vítkov